# Albóndiga (Fallout)
Albóndiga (en inglés: Dogmeat) es un personaje no jugable (NPC) recurrente en la serie de videojuegos de rol Fallout. Albóndiga se introdujo como un compañero opcional del personaje jugable en el primer Fallout (1997) y realizó cameos en su secuela, Fallout 2 (1998). Otros versiones de Albóndiga realizan el mismo papel en Fallout 3 (2008) y Fallout 4 (2015). El personaje ha sido bien recibido, convirtiéndose en una de las características más recordadas de la serie, así como uno de los personajes secundarios más populares en los videojuegos en general.

## Diseño de personaje

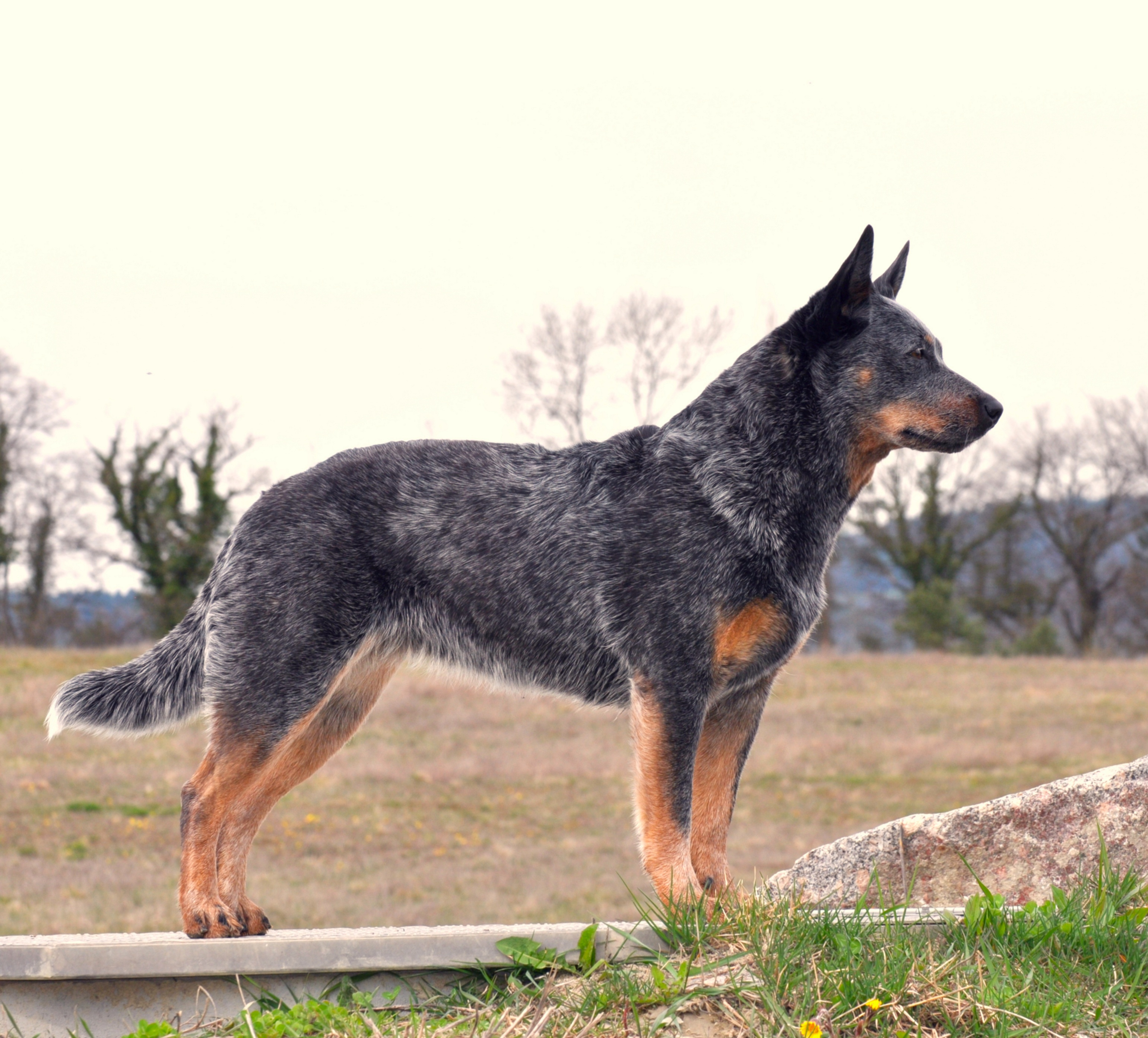
Pastor ganadero australiano visto desde lado

Albóndiga se inspiró en el perro sin nombre de Max Rockatansky (Mad Max) de la película postapocalíptica Mad Max 2 (1981). Su nombre inicial fue «Dogshit», y el final derivó de la escena inicial de la película postapocalíptica A Boy and His Dog (1975), en la que el personaje principal Vic llama a su perro Blood «Dogmeat». Según el productor, programador principal y diseñador de Fallout, Tim Cain, Leonard Boyarsky, el director de arte del juego tenía la película proyectada continuamente en su oficina: «Creo que comentó en varias ocasiones que tener un perro en el juego sería realmente genial. [Es] por eso que quisimos un perro en primer lugar». El programador y diseñador de Fallout, Jesse Heinig, fue acreditado por Cain como «a quien agradecer por Dogmeat». El propio Heinig dijo: «Tengo entendido que [el diseñador de Fallout] Scott Bennie se decidió por el nombre 'Dogmeat' para el personaje, y es probable que lo haya elegido de la historia en cuestión».
En 2009, el diseñador de Fallout, Chris Taylor, dijo que nunca esperaron que Albóndiga se convirtiera en un personaje tan popular. Taylor declaró: «Siempre tuve la intención de que los diversos NPC que se unieran al jugador tuvieran un final violento. Me sorprendió cuando me enteré de todo el trabajo por el que pasó la gente para mantener vivo a Albóndiga hasta el final, especialmente el infierno por el que pasaron con los campos de fuerza en la Base Militar». Según el diseñador de Fallout 2 y Fallout: New Vegas, Chris Avellone, Albóndiga es «posiblemente el compañero no jugable más exitoso de la historia» por diversas razones: «Primero, no habla, por lo que los jugadores pueden proyectarle una personalidad. Dos, es eficaz en el combate... y tres, es un perro que se queda contigo en las buenas y en las malas. No creo que haya un sentimiento "awww" más profundo que el que la gente tiene en sus corazones por sus mascotas».
En Fallout 4, la captura de movimiento de Albóndiga fue realizada por un pastor alemán llamado River. El 27 de junio de 2021, el diseñador de videojuegos de Fallout 4, Joel Burgess, confirmó a través de Twitter que River había muerto. El 7 de julio de 2021, Bethesda Softworks y Xbox donaron $10,000 a Humane Society en honor a Albóndiga.

## Apariciones

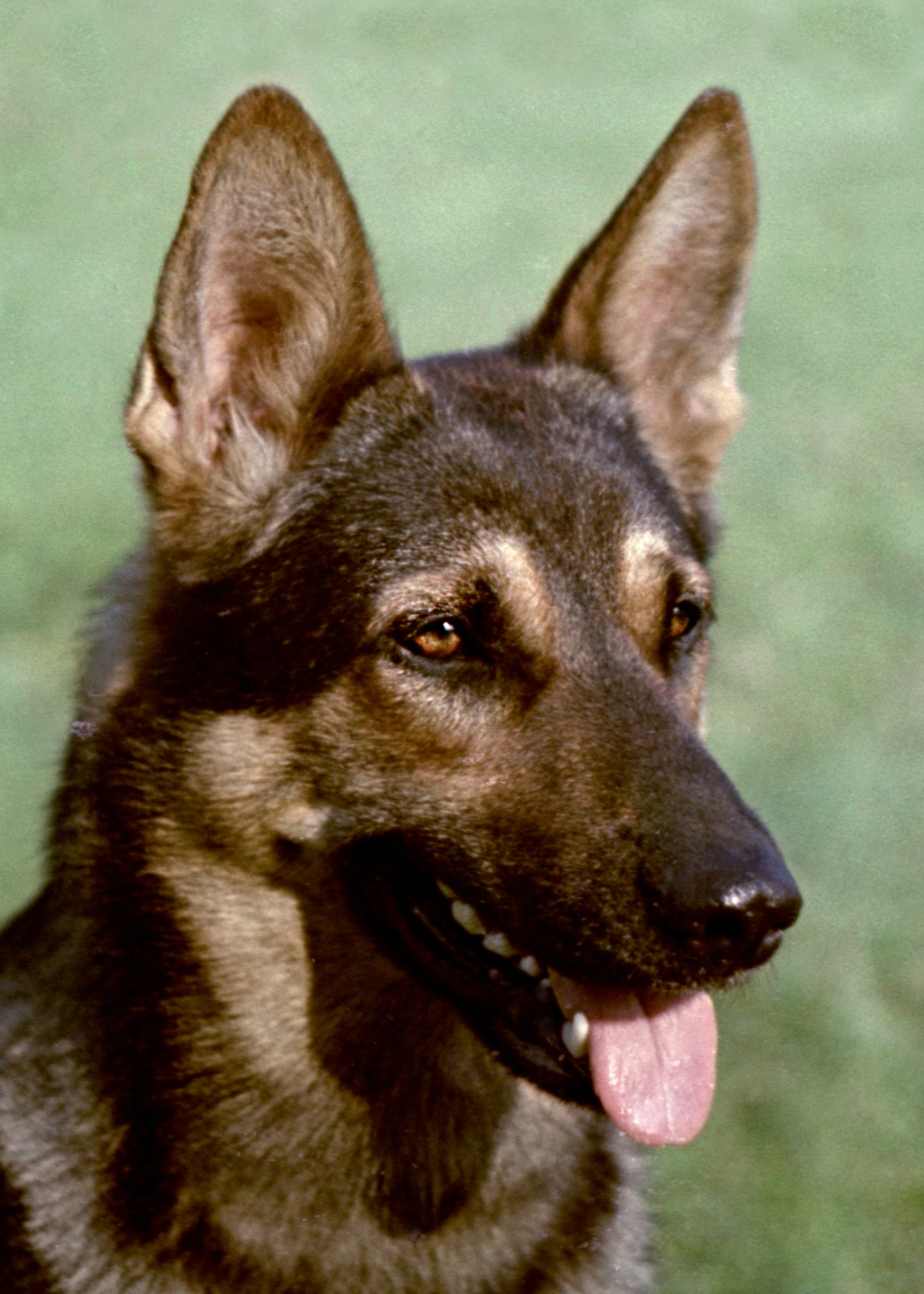
Para Fallout 4, Albóndiga apareció como un pastor alemán (en la imagen).

En el Fallout original, realizado por Black Isle Studios e Interplay Entertainment, el personaje principal que maneja el jugador, el Vault Dweller, se encuentra por primera vez con Albóndiga en Junktown. El antiguo propietario de Albóndiga (un hombre anónimo que se parece a Max Rockatansky) murió a manos de matones contratados por un gánster local llamado Gizmo. Si el personaje del jugador alimenta a Albóndiga o lleva una chaqueta de cuero, Albóndiga lo seguirá y luchará en su defensa. Según el canon de la serie, Albóndiga fue adoptado por el Vault Dweller el 30 de diciembre de 2161 y asesinado por una barrera de campo de fuerza durante el asalto del Vault Dweller a la Base Militar del Maestro el 20 de abril de 2162. Se suponía que Albóndiga iba a aparecer en la adaptación cinematográfica cancelada del videojuego.
En Fallout 2, Albóndiga hace una aparición no canónica en un «encuentro especial» tipo huevo de Pascua en el «Café of Broken Dreams». Durante el encuentro, Albóndiga puede ser recogido por el personaje del jugador, El Elegido, si el jugador se acerca a él con el mono del Refugio 13 (o la túnica de Bridgekeeper, debido a un error en el juego). Si el jugador elige matar a Albóndiga, aparecerá un hombre llamado Mel (en referencia a Mel Gibson, el actor que interpretó a Mad Max en la película) e intentará vengarlo. Albóndiga ha hecho cameos no acreditados fuera del universo de Fallout en arcanum: Of Steamworks and Magick Obscura (2001) de Troika Games (creado por el diseñador de Fallout Tim Cain) y The Bard's Tale (2004) de inXile Entertainment (dirigido por el productor de Fallout Brian Fargo). Sin embargo, no existieron planes para traer de vuelta a Albóndiga en el tercer proyecto original de Fallout de Black Isle Studios, el cancelado Van Buren.
Un perro completamente diferente, también llamado Albóndiga, apareció en Fallout 3 (2008), videojuego desarrollado de Bethesda Softworks y que comienza en el año 2277. Su amo, un carroñero, fue asesinado por una banda de asaltantes en el depósito de chatarra donde se encuentra el perro. Albóndiga puede ser reclutado por el personaje jugable, el Trotamundos Solitario. El perro puede encontrar objetos de valor en el paisaje y llevárselos al jugador. El conjunto de expansión de Fallout 3 Broken Steel opcionalmente (habilitado al elegir la bonificación 'beneficio' "¡Cachorros!" después de alcanzar el nivel de experiencia 22) permite reemplazar un Albóndiga muerto por uno nuevo (con el doble de puntos de golpe, ese es un valor inicial de 1.000 en lugar de 500) siempre que muera durante la partida.
Una nueva versión de Albóndiga apareció en Fallout 4, como un pastor alemán, al que no se puede matar. Albóndiga también aparece en Fallout Shelter.

## Recepción
El personaje de Albóndiga fue bien recibido por los medios de videojuegos, quienes lo vieron como uno de los NPC más icónicos de la franquicia. Albóndiga también fue aclamado por numerosas publicaciones como uno de los mejores compañeros, y los mejores perros de videojuegos. Previo a la publicación de Fallout 4, Ryan McCaffrey de IGN eligió a Albóndiga como la característica principal que deseaba que regresara.
Owen Good de Kotaku lo llamó «una de las características más emocionalmente satisfactorias». El libro Level Up!: The Guide to Great Video Game Design de Scott Rogers lo usó como ejemplo mientras discutía cómo los «miembros del grupo no necesitan ser humanos». En 2008, UGO declaró que este «campeón indiscutible de los personajes de Fallout» no es «solo nuestro personaje favorito de Fallout, también es uno de los mejores perros de los juegos». En 2009, Michael Fiegel de The Escapist llamó a Albóndiga posiblemente el personaje más querido del universo Fallout, escribiendo que «en un páramo indiferente... Albóndiga es una brújula moral: "Aunque tu aguja pueda oscilar hacia el bien o el mal, su centro siempre se mantiene fuerte siempre que lo protejas"». En 2021, Lauren Rouse de Kotaku incluyó a Albóndiga en su lista de los «mejores compañeros animales que son los verdaderos mvps de los videojuegos», y afirmó además que «puede buscar, puede atacar, puede vestirse con disfraces locos y te amara incondicionalmente».
Giancarlo Valdes de VentureBeat nombró a Albóndiga como uno de los mejores perros de 2015. Reid McCarter de Kill Screen lo ha elogiado por ser «obediente». Dijo además que «no es solo que sea un pastor alemán de aspecto atractivo, con ojos de perro maravillosamente representados, inteligentes y amables. Ni siquiera es que sea tan rápido para lanzarse ante cualquier amenaza al personaje del jugador con un desprecio suicida por su propia seguridad». Por el contrario, John Walker de Rock Paper Shotgun expresó su disgusto por Albóndiga, calificándolo de «estúpido» y afirmó: «no tenía una gran ventaja para ganarse a mi amor. Albóndiga tuvo una oportunidad. Pero, por Dios, qué pedazo de mierda más desastroso es».
River, el perro que interpretó a Albóndiga en Fallout 4, fue galardonado como «Mejor perro de videojuegos de 2015» en los World Dog Awards de The CW. En 2018, se hizo una figura de colección de Albóndiga.
Los fanáticos han realizado modificaciones de Albóndiga en varios títulos de Fallout. Conrad Zimmerman de Destructoid comparó un mod de Fallout 3 que le da al perro una armadura con el DLC de armadura de caballo de The Elder Scrolls IV: Oblivion, «excepto que es gratuito y funcional». Un mod de Fallout 4 permite al jugador jugar como Albóndiga, usando mordiscos para atacar a los enemigos, mientras que el perro robot FETCH Collectron en Fallout 76 fue modificado para tener la apariencia de Albóndiga.